# 马马斯 (北达科他州)
马马斯（英語：Marmarth），是美国北达科他州下属的一座城市。根据2010年美国人口普查，该市有人口136人。